# Storvattnet (Hotagens socken, Jämtland)
Storvattnet är en sjö i Krokoms kommun i Jämtland och ingår i Ångermanälvens huvudavrinningsområde. Sjön har en area på 0,168 kvadratkilometer och ligger 717,1 meter över havet. Storvattnet ligger i Gråberget-Hotagsfjällen Natura 2000-område.

## Delavrinningsområde
Storvattnet ingår i det delavrinningsområde (714345-141998) som SMHI kallar för Utloppet av Spaken. Medelhöjden är 719 meter över havet och ytan är 0,14 kvadratkilometer. Räknas de 5 avrinningsområdena uppströms in blir den ackumulerade arean 15,89 kvadratkilometer. Ytterbäcken som avvattnar avrinningsområdet har biflödesordning 3, vilket innebär att vattnet flödar genom totalt 3 vattendrag innan det når havet efter 306 kilometer. Avrinningsområdet består mestadels av skog (57 procent). Avrinningsområdet har 0,06 kvadratkilometer vattenytor vilket ger det en sjöprocent på 42 procent.